# Selby
Selby es una ciudad y un parroquia civil del distrito de Selby, en el condado de Yorkshire del Norte (Inglaterra). Su población de acuerdo al censo del 2001 es de 15.807 habitantes. Según el censo de 2011, Selby parroquia civil tenía 14.731 habitantes, distrito de Selby tenía 83.449 habitantes.